# John Korir
John Cheruiyot Korir (Kiramwok, 13 dicembre 1981) è un ex mezzofondista keniota, quattro volte a medaglia in manifestazioni internazionali di atletica leggera, incluso un mondiale di cross.

## Biografia
Atleta che pur non avendo ottenuto grandissimi risultati in carriera, si è sempre espresso con prestazioni cronometriche alla soglia dell'eccellenza, in particolare il suo 26'52"87, realizzato nel 2002 al Meeting di Bruxelles, rappresenta uno dei pochi cronometri al di sotto dei 27 minuti, ed ancora oggi una delle venticinque migliori prestazioni di tutti i tempi.

## Palmarès
| Anno | Manifestazione      | Sede        | Evento        | Risultato | Prestazione | Note |
| ---- | ------------------- | ----------- | ------------- | --------- | ----------- | ---- |
| 2002 | Campionati africani | Tunisi      | 10000 m piani | Argento   | 28'45"23    |      |
| 2008 | Campionati africani | Addis Abeba | 10000 m piani | 4º        | 29'07"33    |      |

## Campionati nazionali
2001
- Argento ai campionati kenioti nei 10000 m - 27'49"34
- Oro ai campionati kenioti di corsa campestre - 36'10"

2002
- Argento ai campionati kenioti nei 10000 m - 27'44"55

2003
- Oro ai campionati kenioti nei 10000 m - 28'12"0
- Oro ai campionati kenioti di corsa campestre - 35'45"

2004
- Argento ai campionati kenioti nei 10000 m - 28'23"0

2006
- Argento ai campionati kenioti nei 10000 m - 28'20"5

2008
- 15º ai campionati kenioti di corsa campestre - 39'31"

## Altre competizioni internazionali
1999
- Bronzo alla Vivicittà Catania ( Catania), 12 km - 33'31"
- Oro al Giro al Sas ( Trento), 10,9 km - 31'05"
- Oro alla Sao Silvestre do Porto ( Porto) - 28'31"
- Argento alla Cinque Mulini ( San Vittore Olona) - 35'03"
- Oro al Cross delle Pradelle ( Lozzo di Cadore) - 31'42"

2000
- Argento al Giro al Sas ( Trento), 10,9 km
- Oro alla BOclassic ( Bolzano) - 28'27"
- Argento alla Parelloop ( Brunssum) - 28'38"
- Argento al Cross della Vallagarina ( Villa Lagarina) - 28'05"
- Oro al Cross Internacional de Venta de Baños ( Venta de Baños) - 29'48"

2001
- Argento alla Conseil General ( Marsiglia) - 28'14"
- Argento al Campaccio (] San Giorgio su Legnano) - 36'45"
- Argento al Cross di Alà dei Sardi ( Alà dei Sardi) - 31'07"

2002
- 20º alla Mezza maratona di Lisbona ( Lisbona) - 1h02'36"
- Argento alla Lagos International Half Marathon ( Lagos) - 1h03'53"
- Oro alla São Silvestre de Luanda ( Luanda), 14 km - 42'09"
- Argento al Memorial Peppe Greco ( Scicli) - 28'32"
- Oro alla Conseil General ( Marsiglia) - 27'59"
- Oro alla Minneapolis 10 km ( Minneapolis) - 29'07"
- 8º all'Energizer/KAAA Weekend Crosscountry Meeting ( Eldoret) - 38'14"

2003
- Bronzo al Giro Media Blenio ( Dongio) - 28'48"
- Bronzo al Memorial Peppe Greco ( Scicli) - 28'58"
- 4º alla Cinque Mulini ( San Vittore Olona) - 35'25"
- 5º al Cross di Alà dei Sardi ( Alà dei Sardi) - 32'38"
- Bronzo al Cross d'Oeiras ( Oeiras) - 27'34"

2004
- 5º alla Stramilano ( Milano) - 1h00'47"
- Oro alla Lagos International Half Marathon ( Lagos) - 1h03'05"
- Argento al Giro Media Blenio ( Dongio) - 28'51"
- Argento alla Conseil General ( Marsiglia) - 29'30"
- Argento al Cross di Alà dei Sardi ( Alà dei Sardi) - 32'06"
- Argento al Cross International de la Constitución ( Alcobendas) - 30'13"

2005
- Argento alla Lagos International Half Marathon ( Lagos) - 1h03'05"
- 5º alla Washington Cherry Blossom 10 Mile Run ( Washington) - 47'32"
- Argento alla BOclassic ( Bolzano) - 28'49"
- Argento alla New Orleans Crescent City Classic ( New Orleans) - 27'49"
- Oro alla Conseil General ( Marsiglia) - 28'07"
- Argento alla Scarpa d'Oro ( Vigevano), 8 km - 23'24"
- Bronzo al Nairobi International Crosscountry ( Nairobi) - 35'22"

2006
- 5º alla Mezza maratona di Praga ( Praga) - 1h02'22"
- 4º alla Lagos International Half Marathon ( Lagos) - 1h06'51"

2007
- Bronzo al Cross d'Oeiras ( Oeiras) - 26'44"

2008
- Bronzo alla Stramilano ( Milano) - 1h02'24"
- 7º alla Mezza maratona di Porto ( Porto) - 1h05'39"
- 4º al Giro Media Blenio ( Dongio) - 29'21"
- Oro alla Jakarta International 10K ( Giacarta), 10 km - 29'15"

2009
- 10º alla Maratona di Reims ( Reims) - 2h19'45"
- 6º alla Mezza maratona di Parigi ( Parigi) - 1h03'10"

2010
- 5º alla Boulder International Challenge ( Boulder) - 30'02"